# Poltys squarrosus
Poltys squarrosus är en spindelart som beskrevs av Tamerlan Thorell 1898. Poltys squarrosus ingår i släktet Poltys och familjen hjulspindlar.
Artens utbredningsområde är Myanmar. Inga underarter finns listade i Catalogue of Life.